# Trevoh Chalobah
Trevoh Tom Chalobah, född 5 juli 1999 i Freetown, är en engelsk fotbollsspelare som spelar för Chelsea.

## Klubbkarriär

### Chelsea
Chalobah var lagkapten för Chelseas U16-lag under säsongen 2014/2015. Säsongen 2015/2016 var Chalobah ordinarie i klubbens U19-lag som vann Uefa Youth League. I juni 2016 skrev han på sitt första professionella kontrakt med Chelsea. Säsongen 2016/2017 var han ordinarie i klubbens U23-lag samt var med och vann FA Youth Cup med U18-laget.
I mars 2018 skrev Chalobah på ett nytt 3,5-årskontrakt med Chelsea. Trots att han aldrig tidigare spelat en seniormatch blev Chalobah uttagen av Antonio Conte till FA-cupfinalen mot Manchester United den 19 maj 2018 på Wembley Stadium. Chelsea vann matchen med 1–0, men Chalobah fick ingen speltid.

#### Ipswich Town (lån)
Den 25 juni 2018 lånades Chalobah ut till Championship-klubben Ipswich Town på ett låneavtal över säsongen 2018/2019. Han debuterade den 4 augusti 2018 i en 2–2-match mot Blackburn Rovers. Två veckor senare gjorde han sitt första mål i en 1–1-match mot Aston Villa på Portman Road.

#### Huddersfield Town (lån)
Den 8 augusti 2019 lånades Chalobah ut till Huddersfield Town på ett låneavtal över säsongen 2019/2020.

#### Lorient (lån)
Den 18 augusti 2020 lånades Chalobah ut till franska Lorient på ett låneavtal över säsongen 2020/2021.

#### Säsongen 2021/2022
Chalobah debuterade för Chelsea den 11 augusti 2021 mot spanska Villarreal i Uefa Super Cup, där Chelsea vann med 6–5 på straffar efter att matchen slutat 1–1. Tre dagar senare gjorde han sin Premier League-debut och mål mot Crystal Palace i premiärmatchen av säsongen 2021/2022.

#### Crystal Palace (lån)
Den 31 augusti 2024 lånades Chalobah ut till Crystal Palace på ett säsongslån. Den 15 januari 2025 avbröts lånet i förtid då Chalobah kallades tillbaka av Chelsea. 

## Privatliv
Trevoh Chalobahs äldre bror Nathaniel Chalobah är också en professionell fotbollsspelare. Han har bland annat spelat för Chelsea, Napoli och Watford.